# Hisako Inoue
Hisako Inoue (japanisch 井上 尚子 Inoue Hisako; * 1974 in Yokohama) ist eine japanische Künstlerin. Ihr Schwerpunkt sind Duft- und Klanginstallationen für interaktive Kunsträume in Kunstmuseen und Galerien.

## Leben
Hisako Inoue studierte an der Joshibi Universität für Kunst und Design in Sagamihasa Druckgrafik und Ölmalerei. 1999 schloss sie das Studium mit dem Master of Fine Arts ab.
Nach ihrem Studium beschäftigte sie sich zunächst mit Klanginstallationen. 2001 setzte sie das Kunstwerk Marble project aus 80.000 Schokolinsen um, das ein Wendepunkt in ihrem Schaffen wurde: von Klanginstallationen hin zu duftenden Erfahrungen.
Zwischen 2003 und 2016 war Hisako Inoue Lehrerin in verschiedenen Disziplinen der Joshibi Universität für Kunst und Design. Weitere Lehrtätigkeiten nimmt sie seit 2017 am Kunstmuseum der Präfektur Aichi, Nagoy wahr.
Seit 2007 erarbeitete sie anhand des Konzeptes „Geruch und Erinnerungen“ eine Reihe von Workshops, darunter den Workshop Kun-kun Walk. Kun-kun Walk ist eine Installation in u. a. öffentlichen Räumen, für unterschiedliche Besuchende und Kulturen.
2016 installierte Inoue eine Schnüffelstation beim Ander Art Festival 2016 in München. Im gleichen Jahr präsentierte sie die Geruchsinstallation silent ensemble auf dem Noise-Festival, ebenfalls in München.
Sie erhielt zahlreiche Stipendien, u. a. 2016 für einen Gastaufenthalt im Künstlerhaus Villa Waldberta.
Hisako Inoue lebt in ihrer Heimatstadt Yokohama.

## Die Bibliothek der Gerüche
Inoue beschäftigt sich häufig mit Büchern, da auch ihr Geruch die Wahrnehmung der Lesenden beeinflusst.
Sie hat für die olfaktorische Ausstellung Die Bibliothek der Gerüche aus Antiquarien und bei Freunden über 70 Bücher gesammelt. 22 Stücke präsentierte sie 2017 bei einer Ausstellung in der Villa Stuck.
Wie bei Käse wird der Geruch unter Glocken festgehalten: beim Öffnen verströmt und entfaltet sich der Geruch. Zwischen den präsentierten Büchern gibt es große Unterschiede bei der Haptik des Papiers, den Geräuschen beim Umblättern der Seiten, aber vor allem auch auf den Geruch.
Inoue hat eine Geruchsanalyse von jedem Buch in einem Netzdiagramm dargestellt und die Gerüche beschrieben. Eine Bibel dem Jahr 1819 gibt es gibt Bibel, die im Diagramm die Bemerkung „Keller einer alten Burg“ erhalten hat.
Im Gegensatz dazu riecht eine Schulausgabe von Homers Ilias nach „Mentholbonbons und jugendlichem Schweiß“. Besonders spannend ist es, die eigene Geruchswahrnehmung dem Diagramm gegenüber zu stellen.
In einem anderen Raum der Villa befand sich ein schwarzer Kubus, der mit zerknülltem Papier gefüllt war. Besuchende sollten beim Hineingehen sofort Tinte und Druckerschwärze riechen.
Die Ausstellung war als Duftlabor konzipiert, in dem die Besucher zum Riechen, zum Erinnern und zum Austausch über Auswirkung und Bedeutung der Düfte, insbesondere von Büchern und Dokumenten, angeregt werden sollten.

## Bedeutung multisensorischer Erfahrungen
Seit 2012 ist Hisako Inoue im Austausch mit Fachleuten verschiedener Bereiche (Biologie, Umweltforschung, Geruchswissenschaft) sowie blinden oder tauben Personen. Sie würde gerne eine neue Art der Kommunikation erschaffen und ihr Konzept von „Geruch und Erinnerung“ weltweit zu verbreiten.
Die Ausstellung Die Bibliothek der Gerüche sollte durch taktile und auditive Elemente besonders für blinde und sehbehinderte Menschen erfahrbar sein. Exponate wurden mit hapitschen Schildern versehen und die begleitende Broschüre lag ebenfalls in Brailleschrift vor.

## Ausstellungen
- 2022: Tracing My Memories with Smell, Shibuya Koen-dori Gallery, Tokio
- 2017: Die Bibliothek der Gerüche (gemeinsam mit Takuro Shibayama) in Museum Villa Stuck, München
- 2002: Stand by an orange, West Beth Gallery, Nagoya
- 2000: Orange solution, Galerie Le Deco, Tokyo
- 2000: 2000 "Marble project vol. 2, Marble Lovers – on home ground, Kawaguchi Contemporary Art Studio, Saitama
- 1999: Marble project vol. 1, Joshibi Universität für Kunst und Design, Kanagawa
- 1998: Alles Gute zum Geburtstag?, Gallery QS, Tokyo
- 1998: In the same boat with my sister ‘98, Joshibi Universität für Kunst und Design, Kanagawa
- 1996: Time of Glass, Studentische Halle, Joshibi Universität für Kunst und Design, Kanagawa
- 1996: The struggle for life drifts about at the mercy of the waves, Lieu Place, Moris Gallery Annex, Tokyo